# Jan Cornillie
Jan Cornillie (Torhout, 8 juni 1977) is een Belgisch bestuurder en politicus voor de sociaaldemocratische partij Vooruit.

## Levensloop
Jan Cornillie groeide op in het West-Vlaamse polderdorp Bekegem en studeerde economische wetenschappen aan de Katholieke Universiteit Leuven. Aldaar studeerde hij in 2000 af als licentiaat. Vervolgens behaalde hij een master aan de Université catholique de Louvain.
Hij begon zijn professionele loopbaan als consulent bij Oxera. Hij zette zijn eerste stappen in de politieke wereld samen met Bert Anciaux en Vincent Van Quickenborne bij ID21. In september 2003 werd hij kabinetschef werd van minister van Mobiliteit Anciaux en vervolgens van diens opvolger Renaat Landuyt. Vervolgens was hij van oktober 2007 tot oktober 2008 adjunct-kabinetschef van Vlaams minister van Mobiliteit Kathleen Van Brempt. Daarnaast was hij van 2004 tot 2007 regeringscommissaris bij luchtverkeersleider Belgocontrol.
Van november 2008 tot december 2011 was Cornillie directeur van de sp.a-studiedienst. Daarnaast was hij van november 2009 tot november 2011 bestuurder van Delcredere Ducroire en sinds september 2009 is hij bestuurder van BOZAR. Van december 2011 tot oktober 2014 was hij vervolgens kabinetschef van vicepremier en minister van Economie, Consumenten en Noordzee Johan Vande Lanotte. Daarna keerde hij terug naar de studiedienst van de sp.a, waar hij zijn oude functie opnieuw opnam. Daarnaast werd hij in oktober 2013 aangesteld als bestuurder van spoorwegbeheerder Infrabel.
In maart 2017 werd hij aangesteld als politiek directeur van de sp.a, een functie die hij uitoefende tot mei 2018.
Bij de Europese verkiezingen van 2019 stond hij 2e op de Nederlandstalige kieslijst. Hij werd niet verkozen.
Sinds 2021 is Cornillie voorzitter van de raad van bestuur van Infabrel. Sinds januari 2020 werkt hij tevens voor 3E, gespecialiseerd in hernieuwbare energietechnologie.